# Белявская, Вера Митрофановна
Белявская Вера Митрофановна (род. 1935, Пушкарёвка, Днепропетровская область) — советская деятельница, штамповщица машиностроительного завода города Верхнеднепровска Днепропетровской области. Депутат Верховного Совета СССР 7-го созыва.

## Биография
Родилась в 1935 году в селе Пушкарёвка Верхнеднепровского района Днепропетровской области в крестьянской семье. 
Окончила среднюю школу. С 1956 года — шлифовщица, с 1960 года — штамповщица прессового цеха машиностроительного завода (затем завода бумагоделательного оборудования) города Верхнеднепровска Днепропетровской области. Ударник коммунистического труда.

## Награды
- Ордена;
- Медали.